# AA Тельця

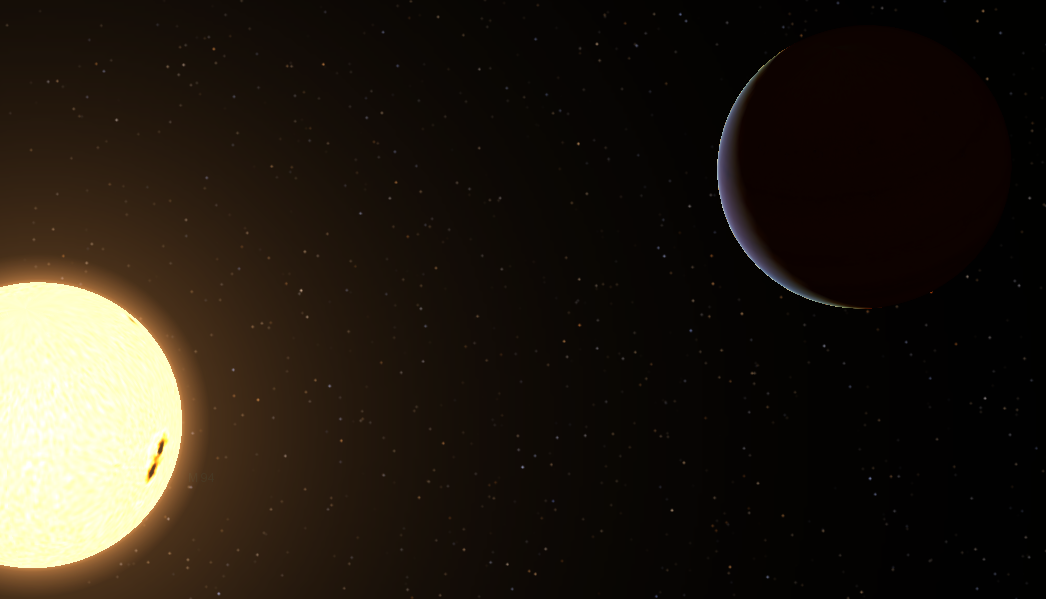

AA Тельца́ (лат. AA Tauri) − змінна зірка в  сузір'ї Тельця, що знаходиться в 450  світлових років  від нас. Це червоний карлик  класу М  головної послідовності типу  T Тельця. Вік зірки становить менше 1 мільйона років.

## Протопланетний диск
AA Тельця має протопланетний диск, в якому орбітальний інфрачервоний телескоп  Спітцер виявив органічні молекули, такі як ціанід водню, ацетилен і вуглекислий газ, а також пари  води..